# Mazurki (województwo podlaskie)
Mazurki – wieś w Polsce położona w województwie podlaskim, w powiecie augustowskim, w gminie Augustów.
Wieś magnacka położona była w końcu XVIII wieku w powiecie grodzieńskim województwa trockiego. W latach 1975–1998 miejscowość administracyjnie należała do województwa suwalskiego.
Majątek o tej samej nazwie Mazurki znajdował się do 1945 roku koło miasta Baranowicze (obecnie Białoruś).